# Danh sách tập phim Pokémon: Journeys
Pokémon Journeys, có tên chính thức là Pocket Monsters (ポケットモンスター) (có tên tiếng Anh là Pokémon Journeys: The Series,)  ở Nhật Bản, là mùa thứ 7 nằm trong loạt anime Pokémon được phát sóng ở Nhật Bản từ ngày 17 tháng 11 năm 2019 trên TV Tokyo, tại Hàn Quốc từ ngày 8 tháng 4 năm 2020 trên Hệ thống phát sóng Seoul (SBS) và Tooniverse, và được đăng tải trên nền tảng xem phim trực tuyến Netflix của Hoa Kỳ. Series được dựa trên trò chơi điện tử cùng tên của nhà sáng lập Tajiri Satoshi, tiếp tục kể về cuộc hành trình của Satoshi (lồng tiếng Nhật bởi Matsumoto Rika, Tiếng Hàn bởi Lee Seon-ho, Tiếng Anh bởi Sarah Natochenny và tiếng Việt bởi Đặng Hoàng Khuyết) cùng với nhân vật chính mới, Go (Lồng tiếng Nhật bởi Yamashita Daiki, Tiếng Hàn bởi Song Harim, tiếng Anh bởi Zeno Robinson và tiếng Việt bởi Thùy Tiên) với ước mơ thu phục Mew, học cách sử dụng Dymax và Gigamax (tên tiếng Anh lần lượt là Dynamax và Gigantamax), đi phiêu lưu tất cả 8 vùng đất trong thế giới Pokémon, bao gồm cả vùng đất Galar mới từ trò chơi thế hệ thứ 8 của Pokémon: Pokémon Sword và Shield. Năm 2023, một loạt phim khác có tên Pokemon: Mezase Pokemon Master (tên tiếng Anh là Pokémon: To Be a Pokémon Master) được lên sóng, đây là câu chuyện khép lại hành trình của Satoshi và Pikachu, đồng thời một loạt phim Pokémon (có tên là Pokémon: Horizons trong tiếng Anh) với nhân vật chính mới được lên kế hoạch phát sóng vào tháng 4 cùng năm.
Ở phiên bản tiếng Anh, phim được chia thành ba mùa nhỏ: Journeys (mùa 23: từ tập 1088–tập 1135), Master Journeys (mùa 24: từ tập 1136–tập 1177), Ultimate Journeys (mùa 25: từ tập 1178–tập 1234)
Vào ngày 19 tháng 4 năm 2020, TV Tokyo, MediaNet và ShoPro thông báo tạm ngừng sản xuất và phát sóng các tập phim mới do đại dịch COVID-19 tại Nhật Bản. Đài sẽ phát lại các tập cũ đã phát sóng từ ngày 26 tháng 4 năm 2020. Vào ngày 31 tháng 5 năm 2020, việc sản xuất các tập phim mới đã được nối lại sau khi Nhật Bản tuyên bố hủy bỏ tình trạng khẩn cấp. Các tập mới sẽ phát sóng trở lại từ ngày 7 tháng 6 năm 2020. Vào ngày 23 tháng 4 năm 2020, The Pokémon Company International thông báo Netflix đã có quyền phát sóng loạt phim tại Hoa Kỳ. 12 tập đầu tiên sẽ được phát và đăng tải trực tuyến tại Hoa Kỳ vào ngày 12 tháng 6 năm 2020, với các tập bổ sung sẽ được phát hành hàng quý. Trước đó, phim sẽ bắt đầu phát sóng trên Teletoon ở Canada từ ngày 9 tháng 5 năm 2020. Phim cũng sẽ bắt đầu phát sóng trên kênh Pop ở Anh từ ngày 1 tháng 9 năm 2020.
Tại Việt Nam, bản lồng tiếng Anh chính thức có sẵn trực tuyến trên Netflix (có phụ đề) từ 21 tháng 11 năm 2020 và YouTube từ năm 2021. Bản lồng tiếng Việt của loạt phim đã bắt đầu lên sóng từ ngày 23 tháng 10 năm 2021 trên nền tảng ứng dụng POPS vào thứ 7 và chủ nhật hàng tuần. Bản lồng tiếng được dựa theo bản lồng tiếng Nhật và các đoạn phim của Nhật Bản. Trước đó, vào ngày 14 tháng 6 năm 2021, trên kênh YouTube xuất hiện video diễn viên lồng tiếng Đặng Hoàng Khuyết - người lồng tiếng cho nhân vật Satoshi đang lồng tiếng cho loạt phim mới nhất.
Bài hát mở đầu của bộ phim là "One, Two, Three" (１・２・３  Wan, Tsū, Surī) được trình bày bởi After the Rain (một nhóm nghệ sĩ gồm Soraru và Mafumafu). Trong 18 tập đầu, bài hát kết thúc của phim là "Pokémon Shiritori (Pikachu → Mew Ver.)" (ポケモンしりとり ピカチュウ→ミュウver. Pokémon Shiritori Pikachū → Myū Ver.), từ tập 20 trở đi, bài hát kết thúc mới được chèn vào là "Pokemon Shiritori (Mew → Zamazenta Ver.)" (ポケモンしりとり ミュウ→ザマゼンタver. Pokémon Shiritori Myū → Zamazenta Ver.); cả hai bài được trình bày bởi Pokémon Music Club. Nhạc mở đầu của phim khi phát sóng ở Hàn Quốc là "Start of a Journey" (여행의 시작, Yeohaeng-ui Sijak) thể hiện bởi Lee Il-song và nhạc kết thúc là "Memorizing Pokémon Names" (포켓몬 이름 외우기, Pokémon Ireum Oeugi) thể hiện bởi Cha$e. Bài hát tiếng Anh mở màn từ tập 1 đến tập 48 là "The Journey Starts Today", sáng tác và trình bày bởi bạn nhạc indie pop Canada Walk off the Earth, từ tập 49 đến tập 90 là "Journey to Your Heart", sáng tác bởi Ed Goldfarb và trình bày bởi Haven Paschall, từ tập 91 đến tập 136 là "With You", sáng tác và trình bày bởi nhóm nhạc Echosmith và loạt phim Pokemon: Mezase Pokemon Master (từ tập 137 đến tập 147) là "Gotta Catch 'Em All" sáng tác và trình bày bởi Ben Dixon, The Sad Truth, Haven Paschall và Hillary Thomas.

## Danh sách tập
| Lưu ý | Lưu ý | Lưu ý | Lưu ý | Lưu ý | Lưu ý |
| --- | ----- | ----- | ----- | ----- | ----- |
| Tên một số tập phim bằng tiếng Việt trong bài viết này không phải là tên chính thức do bản dịch phát hành tại Việt Nam không đảm bảo về độ chính xác và tính thống nhất |       |       |       |       |       |

### Năm 2019 - 2020
| STT# | STT#           | Tên tập phim | Ngày phát sóng gốc   | Ngày phát sóng tiếng Việt |
| Toàn Xê-ri | Trong phần này | Tên tập phim | Ngày phát sóng gốc   | Ngày phát sóng tiếng Việt |
| --- | -------------- | --- | -------------------- | ------------------------- |
| 1088 | 1              | "Pikachu ra đời!" "Pikachū tanjō!" (ピカチュウ誕生！) | 17 tháng 11 năm 2019 | 11 tháng 12 năm 2021      |
| Vào thời điểm Satoshi lúc 6 tuổi, Pichu là một Pokémon một mình sống một cách cô đơn, sau khi rơi xuống một vách đá, Pichu sau đó được một Garura cứu, từ đó sống với gia đình của Garura. Sau vài tuần sống với nhau, họ lớn lên, khi nhận ra gánh nặng của mình, Pichu đã rời xa gia đình của Garura trong đêm. Nhưng trước đi ra đi, Pichu đã quay lại để chào tạm biệt, cảm xúc khi sống cùng một thời gian đã khiến Pichu tiến hóa thành Pikachu. Sau lời tạm biệt, cậu rời đi và sau này trở thành bạn đồng hành với Satoshi. Cũng cùng thời gian trước khi Pichu tiến hóa thành Pikachu, Go và Koharu đã tham gia vào buổi quan sát Pokémon của giáo sư Okido và đã được gập Pokémon huyền thoại Mew. |                | |                      |                           |
| 1089 | 2              | "Satoshi và Go, tiến lên cùng Lugia!" "Satoshi to Gō, Rugia de gō!" (サトシとゴウ、ルギアでゴー！)                                                                            | 24 tháng 11 năm 2019 | 15 tháng 12 năm 2021      |
| Satoshi đã trở về Kanto sau khi rời vùng Alola, và đang ngủ. Sau khi dậy, cậu cùng với mẹ và giáo sư Okido đến tham dự buổi lễ khai trương phòng thí nghiệm mới của giáo sư Sakuragi ở Thành phố Kuchiba, Vùng Kanto. Sau khi nghe giáo sư Sakuragi nói về một Pokémon hiếm sắp xuất hiện ở Thành phố Kuchiba trong vài phút nữa, cậu đi xem và đã gặp Pokémon huyền thoại Lugia, cậu đã đuổi theo và nhảy lên lưng nó, cùng với Go. Hai người gặp nhau và trải qua hành trình khám phá từ trên trời đến dưới biển, cuối cùng Lugia thả hai cậu bé ở một cánh đồng không rõ đâu khiến hai cậu hốt hoảng. Phải đến chiều hai cậu mới về thành phố, sau khi chia sẻ chuyến đi của mình với giáo sư Sakuragi, hai cậu được đề nghị và đã đồng ý làm trợ lí đặc biệt của giáo sư. Hai cậu sau đó bắt đầu sống chung ở phòng thí nghiệm của giáo sư. |                | |                      |                           |
| 1090 | 3              | "Toà tháp bí ẩn của Fushigisou" "Fushigisō tte fushigida ne?" (フシギソウってフシギだね？)                                                                                    | 1 tháng 12 năm 2019  | 18 tháng 12 năm 2021      |
| Satoshi và Go đã được giao nhiệm vụ tìm hiểu về loài Fushi xuất hiện tại thành phố Kuchiba, họ đã đi theo đàn Fushigidane đến một hội quán đang được xây dựng, ở trên đỉnh của hội quán đó, họ đã nhìn thấy Fushigidane tiến hóa và cùng lúc đó Băng Hoả Tiễn thực hiện âm mưu bắt Fushigidane. Satoshi và Go đã đánh bại băng Hỏa Tiễn ngăn không cho họ là điều xấu. |                | |                      |                           |
| 1091 | 4              | "Đến vùng Galar! Gặp gỡ Hibanny!!" "Ikuze gararu chihō! Hibanī to no deai! !" (行くぜガラル地方！ヒバニーとの出会い！！)                                                      | 8 tháng 12 năm 2019  | 22 tháng 12 năm 2021      |
| Satoshi và Go sau khi nghe được báo cáo về Pokémon có thế hóa thành khổng lồ. Họ đã đi đến thành phố Shoot của vùng Galar, nhung khi đến đó họ lại phải chờ tàu vì chưa có tàu để đi. Trong khoảng thời gian chờ tàu đó, họ đã gặp Pokemon Hibanny và giúp đỡ Pokemon đó dù nó đã ăn cắp đồ của họ mà phải rất vất vả họ mới lấy lại. Sau đó họ lên tàu và Hibanny đã quyết định đi theo họ. |                | |                      |                           |
| 1092 | 5              | "Kabigon hóa khổng lồ!? Bí ẩn của Daimax!!" "Kabigon kyodai-ka! ? Daimakkusu no nazo! !" (カビゴン巨大化！？ダイマックスの謎！！)                                             | 15 tháng 12 năm 2019 | 25 tháng 12 năm 2021      |
| Satoshi và Go tiếp tục cuộc hành trình tìm hiểu cơ chế bí ẩn khiến Pokémon có thể hóa khổng lồ, cùng với đó là Pokémon Hibanny lén đi theo họ. Họ đã chạm trán với một Kabigon hóa khổng lồ, và Go đã thu phục được Hibanny làm Pokémon đầu tiên của mình. |                | |                      |                           |
| 1093 | 6              | "Thu phục Pokemon số lượng lớn! Đường đến với Mew!!" "Pokemon tairyō Gettoda ze! Myū e no michi! !" (ポケモン大量ゲットだぜ！ミュウへの道！！)                                | 22 tháng 12 năm 2019 | 29 tháng 12 năm 2021      |
| Để đến gần hơn đến Mew, cậu quyết định đi bắt nhiều Pokémon để làm đầy Pokédex của mình, cuối cùng kết quả là đã bắt hầu hết các Pokémon hệ Bọ của vùng Kanto. |                | |                      |                           |
| 1094 | 7              | "Vùng Hoenn, nơi của những trận đấu khốc liệt!! Thử thách Battle Frontier!!" "Gekitō no hōen chihō! Chōsen batorufurontia!!" (激闘のホウエン地方！挑戦バトルフロンティア！！) | 29 tháng 12 năm 2019 | 1 tháng 1 năm 2022}       |
| Satoshi và Go đi đến vùng Hoenn, riêng Go thì đây là lần đầu tiên đến nơi này, họ đã tham gia một giải đấu Battle Frontier Cúp Sáo Vàng, Go đã thua trong trận đấu đầu tiên, Satoshi đã chiến thắng và giành được Bộ Cúp Sáo Vàng. |                | |                      |                           |
| 1095 | 8              | "Đừng thua, Pochama! Đường đua băng ở Sinnoh!!" "Makeruna potchama! Shin'ō chihō no ryūhyō rēsu! !" (負けるなポッチャマ！シンオウ地方の流氷レース！！)                        | 12 tháng 1 năm 2020  | 5 tháng 1 năm 2022        |
| Một con Pochama đã chạy (thực ra là bơi) từ Sinnoh đến chỗ họ khỏi chủ của nó tên là Misaki. Satoshi và Go quyết định đi đến đó để trả nó về với chủ, họ phát hiện lý do khiến Pochama bỏ đi là vì Gureggru đã chiến hết sự chú ý của chủ. Hai Pokémon đã quyết định giải quyết vấn đề bằng cách tham gia Cuộc đua bơi Pokémon, với Satoshi và Go đã quyết định tham gia cùng. |                | |                      |                           |
| 1096 | 9              | "Lời thề ngày ấy! Ho-Oh huyền thoại của Johto!!" "Ano Ni~Tsu no chikai! Jouto chihō no Hōō densetsu! !" (あの日の誓い！ジョウト地方のホウオウ伝説！！)                        | 19 tháng 1 năm 2020  | 8 tháng 1 năm 2022        |
| Sau khi nghe được các báo cáo về việc xuất hiện Pokémon Ho-Oh ở Johto, một loài Pokémon huyền thoại mà Satoshi đã gặp trước đay, họ đã đến vùng Johto với hi vọng gặp được nó. Cuộc hành trình của họ đưa họ đến một tháp chuông cổ, cùng với một cậu bé cũng muốn gặp nó và ông của cậu bé, người đã từ bỏ không tin vào việc nhìn thấy Pokémon huyền thoại. |                | |                      |                           |
| 1097 | 10             | "Thiên đường của Kairyu và thử thách Hakuryu!" "Kairyū no rakuen, Hakuryū no shiren!" (カイリューの楽園、ハクリューの試練！)                                                  | 26 tháng 1 năm 2020  | 12 tháng 1 năm 2022       |
| Sau khi có báo cáo về việc nhìn thấy Kairyu, họ đã lên đường tìm hiểu về hòn đảo bí ẩn nơi Kairyu sinh sống. Go đã bắt Jugon để đi đến đó nhưng không may là nó là Pokémon cái, khi nhìn thấy Pokémon đực, nó liền đuổi theo, đưa họ vào một cơn bão. Rất may sau đó họ được cứu bởi Kairyu và đưa họ về đảo nơi chúng ở. Họ đã nhìn thấy thêm Miniryu, Hakuryu và Kairyu sống ở đó, cùng với việc giúp một con Hakuryu bay được. Hakuryu này tiến hóa thành Kairyu cứu mạng Satoshi. Kairyu biết ơn Satoshi và quyết định đi theo cuộc hành trinh của Satoshi. |                | |                      |                           |
| 1098 | 11             | "Koharu, Wanpachi, và đôi khi là Gangar" "Koharu to Wanpachi to, tokidoki, Gengā" (コハルとワンパチと、時々、ゲンガー)                                                        | 2 tháng 2 năm 2020   | 15 tháng 1 năm 2022       |
| Một vài chuyện lạ đột nhiên xảy ra trong phòng thí nghiện của Giáo sư Sakuragi, do Gengar gây ra. Satoshi và Go cạnh tranh nhau để bắt được Pokémon này. |                | |                      |                           |
| 1099 | 12             | "Trận chiến Daimax! Dande, người vĩ đại nhất trong số họ!!" "Daimakkusu batoru! Saikyō ōja Dande!!" (ダイマックスバトル！最強王者ダンデ！！)                                  | 9 tháng 2 năm 2020   | 19 tháng 1 năm 2022       |
| Giáo sư Sakuragi đã cho Satoshi và Go vé đến Galar xem trận đấu giữa Wataru, nhà vô địch vùng Kanto và Dande, nhà vô định vùng Galar trong Giải Vô Địch Pokémon Thế Giới. Họ đã nhìn thấy Daimax của hai bên. Kết quả là Lizardon của Dande đã đánh bại Gyarados của Wataru. Sau trận đấu, Băng Hỏa Tiển định bắt Kajirigame bằng cách dùng Madatsubomi nhưng không may nó đã biến thành dạng Daimax và nổi giận. |                | |                      |                           |
| 1100 | 13             | "Satoshi đấu với Dande! Con đường dẫn đến mạnh nhất!!" "Satoshi tai dande! Saikyō e no michi! !" (サトシ対ダンデ！最強への道！！)                                             | 16 tháng 2 năm 2020  | 22 tháng 1 năm 2022       |
| Sau khi Kajirigame tức giận biến thành dạng Daimax đuổi theo Băng Hỏa Tiển, Satoshi và Go đã dụ nó chiến đấu với Pikachu và Hibanny của họ. Một đòn tấn công của Kajirigame đã giải phóng năng lượng bên trong mặt đất, khiến Pikachu biến thành dạng Daimax khổng lồ mà không cần đến vòng Daimax. Với sự trợ giúp của Dande, Satoshi và Pikachu đã đánh bại Kajirigame, cả hai Pokémon đều trở lại bình thường sau trận đấu. Sau đó Satoshi muốn được đấu với Dande, người sau đó lẻn vào trong khi họ đang thảo luận về các cấp độ khác nhau của Giải vô địch thế giới và đồng ý đấu với Satoshi... |                | |                      |                           |
| 1101 | 14             | "Đầu tiên ở vùng Isshu! Trận chiến tại tàn tích!!" "Hatsu isshu chihō! Iseki de reidobatoru!" (初イッシュ地方！遺跡でレイドバトル！！)                                        | 23 tháng 2 năm 2020  | 26 tháng 1 năm 2022       |
| Satoshi và Go đã đến vùng Isshu khám phá Tàn tích của Titan. Do cát nóng khiến việc đi lại khó khăn, Nhà thám hiểm Pokémon Keira gợi ý họ sử dụng Pokémon của mình để trượt qua. Đến khu tàn tích, Satoshi, Go và Keira gặp Trưởng nhóm. Họ đã đi khám phá các tàn tích, nhưng tìm thấy con đường để đối mặt với Titan cổ đại, là một Goloog khổng lồ, được đặt trong những cái bẫy chết người, dẫn đến một trận chiến không giống ai. |                | |                      |                           |
| 1102 | 15             | "Ngày tuyết rơi, xương của Karakara ở đâu?" "Yuki no hi, Karakara no hone wa doko?" (雪の日、カラカラのホネはどこ？)                                                          | 1 tháng 3 năm 2020   | 29 tháng 1 năm 2022       |
| Do tuyết rơi lớn nên Viện Sakuragi phải ngừng hoạt động, Go quyết định về nhà thăm gia đình. Trong khi chờ cha mẹ đến, cậu và Hibanny phát hiện ra một Karakara đang bị một nhóm Mankey tấn công. Khi Mankey đánh cắp xương của Karakara, Go, Hibanny và một số Pokémon của anh ta quyết định giúp Karakara tìm lại cái xương quý giá của mình. Trong khi đó, vì Go đã để lại món quà của mình cho cha mẹ, Satoshi và Pikachu đã đến tìm Go, và đã tình nguyện giúp đỡ sau khi biết chuyện. |                | |                      |                           |
| 1103 | 16             | "Satoshi bị nguyền rủa...!" "Norowareta Satoshi…!" (呪われたサトシ…！) | 8 tháng 3 năm 2020   | 3 tháng 2 năm 2022        |
| Gangar "ám ảnh" phòng thí nghiệm Sakuragi đã trở lại, và nó tinh nghịch hơn bao giờ hết! Satoshi và Go tiếp tục chạy đua bắt nó, nhưng nó đã biến mất. Go bắt đầu ám chỉ rằng Gangar có thể quay lại để nguyền rủa Satoshi, và tất cả những tai nạn kỳ lạ bất ngờ bắt đầu xảy ra với Satoshi. Sau đó, cậu thực sự gặp một nhà huấn luyện mà Gangar (người đang ẩn nấp trong bóng tối của Satoshi) nhận ra đó là nhà huấn luyện cũ đã bỏ rơi nó. Satoshi can thiệp khi Gangar giận dữ tấn công nhà huấn luyện cũ của nó và Băng Hỏa Tiễn (đã theo dõi bên lề) quyết định bắt Gangar cho riêng mình. |                | |                      |                           |
| 1104 | 17             | "Hibanny, cú đá rực lửa! Hướng đến ngày mai!!" "Hibanī, honō no kikku! Asunimukatte! !" (ヒバニー、炎のキック！明日に向かって！！)                                            | 15 tháng 3 năm 2020  | 5 tháng 2 năm 2022        |
| Trong khi luyện tập chiến đấu với Satoshi và Pikachu, Hibanny đã bị Hihidaruma trêu chọc khi sử dụng chiêu thức Lửa, nhưng mọi thứ không diễn ra tốt đẹp. Hibanny thất vọng, và khi Go có vẻ không thông cảm cho nó, Hibanny bỏ chạy. Nó cố gắng học Muội Than Hồng, nhưng Go quá thích thú với việc bắt Pokémon để ý. Đuổi theo một con Pelipper, Go và Hibanny lao vào Băng Hỏa Tiển, bọn chúng tấn công họ bằng Nyorobon và Kamukame. Hibanny nhanh chóng bị đánh bại khi tung chiêu Muội Than Hồng thất bại một lần nữa và Satoshi và Pikachu phải nhảy vào, với Pikachu làm "nổ tung" Băng Hỏa Tiển. Khi Go một lần nữa có vẻ không thông cảm, Hibanny lại chạy đi và lại gặp Rocket-Dan, người lại chiến đấu với nó. Lần này, Go và Hibanny làm việc cùng nhau, khiến Hibanny tiến hóa thành Rabbifuto, tung chiêu Cú Đá Than Lửa đánh bại Băng Hỏa Tiển. Tuy nhiên, trong hậu quả của trận chiến, mối quan hệ giữa Go và cựu Hibanny có thể sẽ không bao giờ trở lại như cũ. |                | |                      |                           |
| 1105 | 18             | "Satoshi tham dự! Giải vô địch Pokémon thế giới" "Satoshi sansen! Pokémon wārudo chanpionshippusu! !" (サトシ参戦！ポケモンワールドチャンピオンシップス！！)                  | 22 tháng 3 năm 2020  | 9 tháng 2 năm 2022        |
| Để tăng thứ hạng của mình trong Giải vô địch Pokémon thế giới, Satoshi và Pikachu, cùng với Go và Rabbifuto, đến hội quán Kuchiba để đối mặt với đối thủ cũ Matis của họ. Tuy nhiên, vì Matis đã đi, hội quán hiện đang được điều hành bởi Visquez. Trận chiến của họ là một trận đấu hai chọi hai do Rotom Drone điều hành, với Pikachu đang nhìn chằm chằm vào Satoshi và Raichu bắt đầu từ Visquez. Trong trận chiến, Satoshi nhớ lại Pikachu và phái Gangar, kẻ đã đánh bại Raichu. Visquez phái Marumine, người đánh bại Gangar, vì vậy tất cả đều thuộc về Pikachu... và Rabbifuto đang theo dõi chặt chẽ! |                | |                      |                           |
| 1106 | 19             | "Tôi là Metamon!" "Watashi wa metamon!" (ワタシはメタモン！) | 29 tháng 3 năm 2020  | 12 tháng 2 năm 2022       |
| Musashi vẫn có ước mơ trở thành một nữ diễn viên, vì vậy cô và Băng Hỏa Tiển cố gắng lẻn vào trường quay để quay một bộ phim trong đó một trong số các diễn viên là Metamon không thể biến đổi chính xác. Kinh hoàng trước đạo diễn độc tài của bộ phim, Metamon chạy trốn bằng cách bí mật trốn trong túi của Musashi và khi Băng Hỏa Tiển tìm thấy nó sau khi trở về nơi ẩn náu của họ, Musashi quyết định cô sẽ huấn luyện nó biến đổi. Trong khi đó, Satoshi và Go đang tìm kiếm Metamon mất tích. |                | |                      |                           |
| 1107 | 20             | "Hướng đến ước mơ! Satoshi và Go!!" "Yume e mukatte gō! Satoshi to Gō!!" (夢へ向かってゴー！サトシとゴウ！！)                                                                 | 5 tháng 4 năm 2020   | 16 tháng 2 năm 2022       |
| Hôm nay là Ngày Định hướng Pokémon tại Viện Sakuragi! Sáu đứa trẻ đến thăm được chia thành ba đội: Đội Xanh được hộ tống bởi Satoshi và Pikachu; Đội Đỏ của Go, Rabbifuto và Koharu; và Đội Vàng của Giáo sư Sakuragi và Wanpachi của Koharu, để khám phá một phần của thành phố và tìm hiểu về Pokémon mà họ gặp. Đương nhiên, những đứa trẻ tham gia vào những trải nghiệm khác nhau nhưng thú vị: Satoshi và Pikachu cho thấy những đứa trẻ của họ chiến đấu với Pokémon (tham gia vào trận đấu xếp hạng Giải vô địch Pokémon thế giới trên đường đi) và Go đi theo một cuộc đua bắt Pokémon với bộ đôi của mình. Rắc rối xảy ra khi Băng Hỏa Tiển cố gắng bắt Pikachu, Rabbifuto và Wanpachi bằng cách sử dụng Lugia giả. |                | |                      |                           |
| 1108 | 21             | "Sóng ba đạo! Satoshi và quả trứng bí ẩn!" "Todoke-ha shirube! Satoshi to fushigina tamago! !" (とどけ波導！サトシと不思議なタマゴ！！)                                       | 12 tháng 4 năm 2020  | 21 tháng 2 năm 2022       |
| Để tăng tốc độ, Satoshi và Go đi ra ngoài tìm trứng Pokémon, nhưng gặp Hashiba, người cũng đang săn trứng Pokémon. Sau đó Hashiba thách đấu Satoshi trong trận đấu xếp hạng Giải vô địch Pokémon thế giới, kết quả là Kentauros của anh ta bị đánh bại bởi Pikachu. Trong khi Pikachu đang được điều trị tại Trung tâm Pokémon ở Thành phố Kuchiba, một quả trứng Pokemon ở Vùng Sinnoh chưa sẵn sàng nở ra đã phản ứng với Satoshi và lăn về phía anh ta, và Y tá Joy đã giao trứng lại cho Satoshi. Tối hôm đó tại Viện Sakuragi, quả trứng nở ra thành một Riolu, sau đó đã chạy trốn và bắt đầu tấn công Pokémon hoang dã một cách bừa bãi, bao gồm cả một Iwark có thể quá mạnh đối với Riolu trừ khi Satoshi và Pikachu có thể đến đó kịp thời. |                | |                      |                           |
| 1109 | 22             | "Tạm biệt, Rabbifuto!" "Sayōnara, Rabbifuto!" (さようなら、ラビフト！) | 19 tháng 4 năm 2020  | 23 tháng 2 năm 2022       |
| Satoshi và Go đã đến vùng Hoenn để điều tra hiện tượng khiến Agehunt di cư, nhưng sự rạn nứt giữa Rabbifuto và Go dường như ngày càng tồi tệ đến mức Rabbifuto không chịu nghe Go và thậm chí dường như không nghe cậu! Trong khi tất cả đều ở tại Trung tâm Pokémon, Rabifuto cứ lén lút vào ban đêm. Satoshi, Pikachu và Go đi theo anh ta đến một Câu lạc bộ khiêu vũ Pokémon dưới lòng đất nơi Rabbifuto dường như là một ngôi sao khiêu vũ và tỏ ra khá hạnh phúc. Tin rằng Rabbifuto sẽ tốt hơn nếu không có cậu, Go quyết định thả Rabbifuto đi, nhưng đây có thể là quyết định tồi tệ nhất mà cậu từng đưa ra. |                | |                      |                           |
| 1110 | 23             | "Một cơn hoảng loạn lớn! Viện Sakuragi!!" "Dai panikku! Sakuragipāku! !" (大パニック！サクラギパーク！！)                                                                     | 7 tháng 6 năm 2020   | 26 tháng 2 năm 2022       |
| Tất cả thức ăn trong Viện Sakuragi đã biến mất, và tất cả các Pokémon ở đó đang bắt đầu chiến đấu với cơn đói. Satoshi và Go quyết định ra khỏi viện qua đêm để bắt thủ phạm. |                | |                      |                           |
| 1111 | 24             | "Nghỉ ngơi một lát nào! Băng Hỏa Tiễn!!" "Yasume! Roketto-dan! !" (休め！ロケット団！！)                                                                                      | 14 tháng 6 năm 2020  | 2 tháng 3 năm 2022        |
| Băng Hỏa Tiễn đi nghỉ sau nhận được lệnh từ Sakaki, và mệnh lệnh này rõ ràng áp dụng cho tất cả các thành viên của Băng Hỏa Tiễn, nhưng trong khi họ đang làm mọi thứ dễ dàng thì Matori và Đội Elite của cô ấy đã lao vào khu vực và bắt đầu bắt Pokemon! Bây giờ Musashi, Kojiro, Nyarth và Sonans phải hợp tác với Satoshi và Go để ngăn chặn Matori mà không để hai nhà huấn luyện phát hiện ra họ là ai hoặc vi phạm mệnh lệnh của Trụ sở chính. |                | |                      |                           |
| 1112 | 25             | "Hội thi đấu bọc phá quyền! Đấu với Mega Lucario!!" "Inochi bakuhatsu batorufesu! VS megarukario! !" (命爆発バトルフェス！VSメガルカリオ！！)                                 | 21 tháng 6 năm 2020  | 5 tháng 3 năm 2022        |
| Satoshi trở lại Vùng Kalos với Go để thi đấu trong Hội thi đấu, trong đó rất nhiều người tham gia cũng đang tham gia Giải Vô Địch Thế giới. Trong cuộc thi khi Go, như thường lệ, bắt gặp Pokémon mới, Satoshi đối mặt trong Trận đấu xếp hạng sê-ri thế giới với một người bạn và đối thủ cũ: Trưởng hội quán Corni và Lucario của cô! Đó là trận chiến hai chọi hai, với Gangar của Satoshi và Kairyu đấu với Kojondo và Lucario của Corni! Satoshi và nhóm Pokémon mới của mình phải tìm cách chiến đấu và chiến thắng, trong khi Go lần đầu tiên nhìn thấy Tiến Hóa Mega. |                | |                      |                           |
| 1113 | 26             | "Nhảy! Koiking / Đội vương miện! Yadoking" "Hanero! Koikingu / Kabure! Yadokingu" (はねろ！コイキング・かぶれ！ヤドキング)                                                    | 28 tháng 6 năm 2020  | 9 tháng 3 năm 2022        |
| 1) Go quyết định tham gia cùng với Koiking mới của cậu trong Giải đấu Koiking nhảy cao, nhưng Koiking của cậu lại trở nên quá to và mập để nhảy, Vì vậy, cậu quyết định đào tạo nó bằng cách sử dụng băng đào tạo của Nhà vô địch nhảy cao thế giới Pokémon Kasuking... cộng với một kỹ thuật bí mật đặc biệt của riêng mình. 2) Satoshi và Go đi đến một môi trường sống trên đảo cho Yadon và khi udon-ăn Yadoking xuất hiện, Satoshi chia sẻ một số ramen với nó. Yadoking thích nó đến mức nó trao đổi Shellder của mình để lấy ramen, nhưng khi Shellder bám vào đầu Satoshi, cậu trở thành vua Sato! - Ghi chú: Trong tập này, Kasuking được lồng tiếng bởi diễn viên hài Toshiaki Kasuga. |                | |                      |                           |
| 1114 | 27             | "Huyền thoại anh hùng! Trận đấu tối thượng của Dande!!" "Hideodensetsu! Dande saikyō batoru! !" (英雄伝説！ダンデ最強バトル！！)                                              | 5 tháng 7 năm 2020   | 12 tháng 3 năm 2022       |
| Cùng với Pikachu, Rabbifuto, Riolu và Kamonegi của Go, Satoshi và Go trở lại Vùng Galar để xem Trận đấu vô địch thế giới giữa hai Nhà huấn luyện trong Hạng Bậc Thầy: Dande và đối thủ của anh ấy: Trửng hội quán Kibana...một trận chiến càng trở nên khốc liệt hơn khi cả hai nhà huấn luyện đều sử dụng Kyodaimax! Sau đó, Satoshi và Go gặp Sonia, người nói với họ điều gì đó đáng lo ngại về sức mạnh đằng sau Kyodaimax, và Riolu có cơ hội thực sự đầu tiên để chiến đấu khi họ gặp phải một Kamonegi dạng Galar khó tính. |                | |                      |                           |
| 1115 | 28             | "Messon khóc nức nở" "Mesomeso messon" (めそめそメッソン) | 12 tháng 7 năm 2020  | 16 tháng 3 năm 2022       |
| Với việc Kamonegi dạng Galar gia nhập vào đội của Satoshi, Satoshi và Go sau đó tình cờ gặp một Messon nhút nhát không chỉ không ngừng khóc mà khi khóc và nước mắt cũng khiến người khác khóc theo... kể cả Satoshi và Go! Go lên kế hoạch bắt nó, nhưng khi cậu dùng nó để thử và bắt một Sunahebi, nó bỏ chạy. Sau đó, nó gặp Băng Hỏa Tiễn, sau khi có một thời gian tồi tệ với một Morpeko đói, quyết định dùng nó làm mồi để bắt Pikachu nhưng thay vào đó lại bị cuốn vào nhà máy nước, buộc Satoshi và Go đấu với họ để giải thoát Messon. |                | |                      |                           |
| 1116 | 29             | "Ghen tị! Cảm xúc của Wanpachi" "Pachipachi yaki mochi! Wanpachi no ki mochi" (パチパチやきもち！ワンパチのきもち)                                                            | 19 tháng 7 năm 2020  | 19 tháng 3 năm 2022       |
| Một Mamepato bị thương được Wanpachi tìm thấy và đưa đến Viện Sakuragi, và cả Koharu và anh trai của cô, Sōta quyết định chăm sóc nó. Vấn đề là, khi thời gian trôi qua, Mamepato cho thấy nó không thích được chăm sóc và những đứa trẻ không nhận ra rằng Wanpachi ngày càng ghen tị sự chú ý mà chúng dành cho Mamepato. |                | |                      |                           |
| 1117 | 30             | "Pikachu lưỡng lự và Barrierd bực tức" "Iyaiya Pikachū, Yareyare Bariyādo" (いやいやピカチュウ、やれやれバリヤード)                                                           | 26 tháng 7 năm 2020  | 23 tháng 3 năm 2022       |
| Khi Satoshi có vẻ tập trung vào việc huấn luyện Riolu, Pikachu, cảm thấy bị bỏ rơi và ghen tị, quyết định bỏ chạy trở lại Thị trấn Masara. Barrierd đuổi theo nhưng Pikachu không chịu nghe nên Barrierd quyết tâm bám theo. Điều này bắt đầu một cuộc hành trình, trong đó không chỉ những ký ức trở lại và trải nghiệm, mà cả những mối quan hệ mới và cũ được hình thành và tái tạo. |                | |                      |                           |
| 1118 | 31             | "Chiếc vảy xinh đẹp của Hinbass" "Hinbasu no Kireina Uroko" (ヒンバスのきれいなウロコ)                                                                                        | 2 tháng 8 năm 2020   | 26 tháng 3 năm 2022       |
| Bạn của Sota, Nami, rất khó chịu vì mọi người liên tục nói với cô ấy rằng Pokémon của cô ấy, một Hinbass (được cho là Pokémon xấu xí nhất trên thế giới) không dễ thương. Tuy nhiên, Nami và Hinbass đặt mục tiêu giành chiến thắng trong Cuộc thi Tình bạn. Với sự động viên của Koharu, Sota, Satoshi và Go, họ bắt đầu luyện tập cho cuộc thi, nhưng có lẽ không dễ dàng như vậy, đặc biệt là vì Nami trước tiên cần học bơi và Băng Hỏa Tiễn, nghe đến cuộc thi, quyết định lao vào ăn cắp tất cả các Pokémon cạnh tranh. |                | |                      |                           |
| 1119 | 32             | "Celebi - Lời hứa vượt thời gian" "Serebī Toki o Koeta Yakusoku" (セレビィ 時を超えた約束)                                                                                    | 9 tháng 8 năm 2020   | 30 tháng 3 năm 2022       |
| Ba năm trước, Go gặp một cậu bé tên Tokio trong chuyến du lịch cùng gia đình đến Thị trấn Hiwada ở vùng Johto. Tokio đang tìm kiếm Pokémon thần thoại Celebi và cả hai quyết định cùng nhau tìm kiếm nó, nhưng rất khó tìm thấy Celebi. Hai người hẹn gặp lại nhau vào ngày hôm sau để tiếp tục tìm kiếm nhưng Tokio không hề xuất hiện. Ở hiện tại, Go trở lại Thị trấn Hiwada và chạm trán với những hồn ma trong quá khứ của mình. Ghi chú: Satoshi và Pikachu vắng mặt trong tập này. |                | |                      |                           |
| 1120 | 33             | "Muốn trao đổi Pokémon không?" "ポケモン交換しませんか？" (Pokemon Kōkan Shimasenka?)                                                                                         | 16 tháng 8 năm 2020  | 2 tháng 4 năm 2022        |
| Trong khi tham dự Sự kiện trao đổi Pokémon ở Thành phố Kuchiba, Satoshi và Go gặp gỡ một người đam mê các Pokémon hệ Côn trùng và tự xưng là "Nữ hoàng Pokémon hệ Côn trùng của vùng Sinnoh" Korotokku Koromi, người đang tìm cách thu thập Pokémon loại Bọ Kanto. Koromi muốn đổi Heracros của mình để lấy Kailos của Go, nhưng cậu không thể tự mình làm điều đó. Vì vậy, cậu và Satoshi cố gắng giúp cô bắt một con Kailos hoang dã bằng cách sử dụng mồi thức ăn đặc biệt của Koromi, với kết quả thú vị do Băng Hoả Tiễn (cả nhóm vô tình chết đói do Morpeko) và Heracros của Koromi. |                | |                      |                           |
| 1121 | 34             | "Saito, chiến binh đơn độc!Sự đe dọa của Otosupus" "Kokō no Tōshi Saitō！Otosupasu no Kyōi! !" (孤高の闘士サイトウ！オトスパスの脅威！！)                                     | 23 tháng 8 năm 2020  | 6 tháng 4 năm 2022        |
| Satoshi và Go đang đến thăm Võ đường Chiến đấu ở thành phố Thành phố Yamabuki, nơi Võ sư Karate vừa phải chịu thất bại nặng nề dưới tay Saito, một Thủ lĩnh nhà thi đấu hệ Giác đấu từ vùng Galar. Háo hức nâng thứ hạng tại Giải vô địch Pokémon Thế giới và tiếp tục kéo dài chuỗi thành tích bất bại của mình, Satoshi thách thức Saito tham gia một trận chiến chính thức. Pokémon của Satoshi đã luyện tập chăm chỉ, nhưng Saito và Pokémon của cô ấy (Luchabull và Otosupus) đã chứng minh rằng đây là một thử thách bất ngờ. |                | |                      |                           |
| 1122 | 35             | "Thu phục Pikachu!!" "Pikachu, Getto Daze!!" (ピカチュウ、ゲットだぜ！！) | 30 tháng 8 năm 2020  | 9 tháng 4 năm 2022        |
| Go đã bắt được rất nhiều Pokémon cho đến nay, nhưng bắt cái nào tiếp theo? Ngưỡng mộ mối quan hệ khăng khít giữa Satoshi và Pikachu, anh quyết định bắt một con Pikachu cho riêng mình. Thật trùng hợp, Giáo sư Sakuragi muốn các anh hùng của chúng ta nghiên cứu sự bùng phát của Pikachu, vì vậy họ đã tắt! Khi họ đến nơi, Go bắt gặp một con Pikachu cái, những người bạn đang đào Sấm sét từ những tảng đá gần đó để chúng có thể tiến hóa thành Raichu. Nhưng Băng Hoả Tiễn đến, và họ xoay sở để tóm gọn không chỉ Pikachu hoang dã mà cả Pikachu của Satoshi nữa! Nhưng Pikachu của Go chỉ biết phải làm gì để khiến Băng Hoả Tiễn bay xa. |                | |                      |                           |
| 1123 | 36             | "Satoshi và Go, leo lên từ địa ngục cát" "Satoshi to Gō, Suna Jigoku Kara Hai Agare" (サトシとゴウ、砂地獄から這い上がれ)                                                     | 6 tháng 9 năm 2020   | 13 tháng 4 năm 2022       |
| Kết quả của trận chiến với Saito, sự tự tin của Satoshi đã bị lung lay, làm cho cậu rơi vào chuỗi 3 trận thua liên tiếp và khiến cậu ấy rớt hạng trong Giải vô địch Pokémon Thế giới. Trong khi đó, một cơn bão cát xoáy bí ẩn đã xuất hiện ở thành phố Kinsetsu, thu hút mọi người với một tiếng hát kỳ lạ. Satoshi và Go điều tra và phát hiện ra rằng cơn bão đang được gây ra bởi một Flygon mạnh mẽ! Ngay khi có vẻ như Satoshi có thể bị đánh bại, Go đã đưa ra một chiến lược mới tuyệt vời. |                | |                      |                           |
| 1124 | 37             | "Tớ quay lại rồi, rất vui khi gặp cậu Alola" "Tadaima！ Hajimemashite, Arōra！" (ただいま！はじめましてアローラ！)                                                            | 13 tháng 9 năm 2020  | 16 tháng 4 năm 2022       |
| Sau khi Tamatama của Go tiến hoá thành Natsy, Satoshi nói với cậu về Natsy hình thái Galar và Go nảy sinh ý định bắt một con. Satoshi và Go đi đến vùng Alola, nơi Satoshi đoàn tụ với Pokémon Alola và những người bạn cũ của cậu ấy, Pokémon và Giáo sư hỗ trợ của cậu là Giáo sư Kukui (cũng như thành viên mới trong gia đình Kukui). Tại bữa tiệc mà bạn bè của Satoshi đang tổ chức cho cậu, Kaki thách đấu Go trong một trận chiến để xem liệu Go có phải là đối thủ phù hợp của Satoshi hay không. Đó là Rabbitfoot của Go đấu với Bakugames của Kaki trong một trận chiến mà Go được xem Z-move, với một kết thúc bất ngờ! |                | |                      |                           |
| 1125 | 38             | "Sự phục sinh kỳ diệu, Pokémon hóa thạch" "Kiseki no Fukugen, Kaseki no Pokemon!" (奇跡の復元、化石のポケモン！)                                                              | 20 tháng 9 năm 2020  | 20 tháng 4 năm 2022       |
| Koharu đã quyết định về dự án nghiên cứu ở trường của mình: Hóa thạch Pokémon. Satoshi và Go đi cùng cô ấy đến một địa điểm khai quật, Go trở nên hào hứng với ý nghĩ có thể bắt được một Pokémon loại Hóa thạch, nhưng Băng Hoả Tiễn cũng theo đuổi họ với ý tưởng tương tự. Go tìm thấy một viên Hổ phách bí mật, mà đêm đó (sau khi Băng Hoả Tiễn đột nhập vào Phòng phục hồi và can thiệp vào máy móc) đã được hồi sinh thành một Ptera, rồi trốn thoát! Nhưng trong khi Go quyết tâm bắt Ptera mới, Satoshi phải tự mình chiến đấu với Băng Hoả Tiễn. |                | |                      |                           |
| 1126 | 39             | "Satoshi VS Saito! Vượt qua Bạch tuộc phong ấn" "Satoshi tai Saitō! Kōryaku Tako ga Tame!!" (サトシ対サイトウ！攻略たこがため！！)                                            | 27 tháng 9 năm 2020  | 23 tháng 4 năm 2022       |
| Đó là thời gian! Sau khi chiến đấu trở lại Lớp học Vĩ đại và nghe nói rằng Saito đang ở Vùng Johto, Satoshi đã quyết định thách thức cô một lần nữa. Tại Nhà thi đấu Thành phố Tanba, do đối thủ cũ của Satoshi là Thủ lĩnh nhà thi đấu hệ Giác đấu, Satoshi đối mặt với Saito, cùng Pikachu và Riolu đấu với Octosupus và Capoeira của Saito để trả thù cho thất bại trước đó của họ. Pikachu hạ gục Capoeira nhưng bị Octosupus đánh bại dã man. Bây giờ nó là một trận tái đấu với Riolu đối mặt với Octosupus; tuy nhiên, lần này Satoshi và Riolu có một chiến lược trong đầu. Dù kết quả thế nào, Satoshi vẫn có một đối thủ mới! |                | |                      |                           |
| 1127 | 40             | "VS Thunder! Trận đấu Raid huyền thoại!!" "Buiesu Sandā! Densetsu Reido Batoru!!" (VSサンダー！伝説レイドバトル！！)                                                          | 9 tháng 10 năm 2020  | 27 tháng 4 năm 2022       |
| Có thứ gì đó đang cản trở và làm cạn kiệt nguồn điện từ Thành phố Kuchiba. Nghĩ rằng nguyên nhân có thể là do Pokémon huyền thoại Thunder, Giáo sư Sakuragi cử Satoshi và Go đi điều tra, với cả hai chàng trai đều muốn bắt Thunder cho riêng mình! Theo dấu Thunder đến Nhà máy điện Kanto, một trận Raid Battle lớn bắt đầu, với Satoshi và Go tham gia bởi những đồng minh bất ngờ nhất... Băng Hoả Tiễn, những người cũng muốn có Thunder cho mình! Họ cố gắng làm việc cùng nhau trong một thời gian, nhưng khi có vẻ như Thunder đang trốn thoát, Băng Hoả Tiễn đã xoay Satoshi, người ra lệnh cho Go truy đuổi Thunder trong khi cậu và Pikachu đối phó với Băng Hoả Tiễn. Go kêu gọi Flygon của mình để giúp Rabitfoot, nhưng anh ta không bắt được Thunder, kẻ đã sử dụng năng lượng tích lũy của nó để nạp năng lượng cho tất cả Pokémon Điện trong khu vực, bao gồm cả Pikachu. |                | |                      |                           |
| 1128 | 41             | "Chiến dịch: Lồng tiếng cho Pikachu!/Một nửa Numacraw." "Pikachū Atereko Dai Sakusen!/Hanbun, Numakurō." (ピカチュウ アテレコ大作戦！・半分、ヌマクロー。)                    | 16 tháng 10 năm 2020 | 30 tháng 4 năm 2022       |
| 1129 | 42             | "Sword & Shield I: "Khu rừng mơ màng"" "Sōdo Ando Shīrudo I "Madoromi no Mori"" (ソード&シールドI 「まどろみの森」)                                                           | 23 tháng 10 năm 2020 | 4 tháng 5 năm 2022        |
| 1130 | 43             | "Sword & Shield II: "Đêm hắc ám"" "Sōdo Ando Shīrudo II "Burakku Naito"" (ソード&シールドII 「ブラックナイト」)                                                               | 30 tháng 10 năm 2020 | 7 tháng 5 năm 2022        |
| 1131 | 44             | "Sword & Shield III: "Mugendaina"" "Sōdo Ando Shīrudo III "Mugendaina"" (ソード&シールドIII 「ムゲンダイナ」)                                                                 | 6 tháng 11 năm 2020  | 11 tháng 5 năm 2022       |
| 1132 | 45             | "Sword & Shield IV: "Gươm và khiên tối thượng"" "Sōdo Ando Shīrudo IV "Saikyō no Ken to Tate"" (ソード&シールドIV 「最強の剣と盾」)                                           | 13 tháng 11 năm 2020 | 15 tháng 5 năm 2022       |
| 1133 | 46             | "Chiến đấu và thu phục! Sự hồi sinh của Mewtwo" "Batoru Ando Getto! Myūtsū no Fukkatsu" (バトル&ゲット！ミュウツーの復活)                                                     | 20 tháng 11 năm 2020 | 18 tháng 5 năm 2022       |
| 1134 | 47             | "Nhà vô địch Pokémon! Trận chiến của những kẻ phàm ăn!!" "Pokemon Chanpion! Ōgui-ō Kettei-sen!!" (ポケモンチャンピオン！大食い王決定戦！！)                                   | 27 tháng 11 năm 2020 | 21 tháng 5 năm 2022       |
| 1135 | 48             | "Khá-Giống-Pikachu Ngàn cân treo sợi tóc!" "Hobo Hobo Pikachū Kiki Ippatsu!" (ほぼほぼピカチュウ危機一髪！)                                                                   | 4 tháng 12 năm 2020  | 25 tháng 5 năm 2022       |
| 1136 | 49             | "Koharu và Ibui đầy bí ẩn" "Koharu to Fushigina Fushigina Ībui!" (コハルと不思議な不思議なイーブイ！)                                                                         | 11 tháng 12 năm 2020 | 10 tháng 11 năm 2022      |
| Tại một trung tâm nghiên cứu của Thành phố Kuchiba nghiên cứu về Ibui, một Ibui cố gắng bắt chước các Ibui đã tiến hóa khác nhau nhưng không thành công. Nhìn thấy Wanpachi của Chloe đi cùng Satoshi và Pikachu, nó trốn thoát khỏi trung tâm và đi theo Wanpachi, người mà nó trở nên thân thiện. Khi hai trợ lý phòng thí nghiệm từ trung tâm đuổi theo Ibui, Wanpachi dẫn nó đến trường của Koharu, nơi Koharu phát hiện ra họ và nhờ sự giúp đỡ của Go để chặn các trợ lý trong khi cô trốn thoát cùng Ibui. Băng Hoả Tiễn, người đã đột nhập vào trường học giả dạng học sinh, cố gắng đánh cắp tất cả Pokémon trong sân chơi của trường, bao gồm cả Aceburn và Messon của Goh, và khi Satoshi và Pikachu cố gắng ngăn cản họ, họ rơi vào bẫy hầm hố cổ điển của Băng Hoả Tiễn. Wanpachu nhảy đến phòng thủ của Ibui, nhưng khi đòn tấn công của nó thất bại, Ibui chiến đấu bên cạnh nó, bắt chước và sử dụng đòn tấn công điện của Wanpachi, và Pikachu (người đã leo ra khỏi hố) kết liễu bằng chiêu Điện 100 ngàn volt. Viện trưởng của cơ sở nghiên cứu đến để đưa Ibui trở lại, nhưng Ibui, người đã trở nên gắn bó với Koharu (người cũng cảm thấy như vậy), chạy lại với cô ấy. Với sự chấp thuận của Viện trưởng, Ibui cho phép Koharu cho phép cô thu phục nó. |                | |                      |                           |

### Năm 2021
| STT# | STT#           | Tên tập phim | Ngày phát sóng gốc   | Ngày phát sóng tiếng Việt |
| Toàn Xê-ri | Trong phần này | Tên tập phim | Ngày phát sóng gốc   | Ngày phát sóng tiếng Việt |
| --- | -------------- | --- | -------------------- | ------------------------- |
| 1137 | 50             | "Hoá thạch Galar! Kết hợp nào!!" "Gararu no Kaseki! Gatchanko!!" (ガラルの化石！がっちゃんこ！！)                                                                              | 8 tháng 1 năm 2021   | 10 tháng 11 năm 2022      |
| 1138 | 51             | "Đại thử thách của Kamonegi!" "Kamonegi Ōinaru Shiren!" (カモネギ大いなる試練！)                                                                                               | 15 tháng 1 năm 2021  | 10 tháng 11 năm 2022      |
| 1139 | 52             | "Trải nghiệm thực tế làm nông! Digda ở đâu?!" "Nōgyō Taiken! Diguda wa Dokoda!?" (農業体験！ディグダはどこだ！？)                                                              | 22 tháng 1 năm 2021  | 10 tháng 11 năm 2022      |
| Một chuyến hàng rau đến Phòng thí nghiệm Sakuragi, được gửi bởi Endo, một học trò cũ của Giáo sư Sakuragi. Endo, hiện là một nông dân, nói rằng một nhóm Digda và Dugtrio đã phá hoại mùa màng của ông. Satoshi, Go và Koharu đến thăm trang trại để điều tra vấn đề. |                | |                      |                           |
| 1140 | 53             | "Thu phục được huyền thoại?! Tìm kiếm vị thần hộ mệnh của nước, Suicune!!" "Densetsu Getto!? Mizu no Shugoshin Suikun o Sagase!!" (伝説ゲット！？水の守護神スイクンを探せ！！) | 29 tháng 1 năm 2021  | 10 tháng 11 năm 2022      |
| 1141 | 54             | "Messon: Bất khả thi" "Messon in Posshiburu!" (メッソン・イン・ポッシブル！)                                                                                                   | 5 tháng 2 năm 2021   | 10 tháng 11 năm 2022      |
| Sau khi Messon của Go cứu Oddish gặp rắc rối, Messon của Go tiến hóa thành Jimeleon, nhưng nó bị thương vì nó không giống Inteleon. Sau khi thấy rằng nó không tiến hóa thành Inteleon, nó trốn trong một cái hang trong khi Go khuyến khích nó. |                | |                      |                           |
| 1142 | 55             | "Câu chuyện về khu rừng mê cung phát quang và bạn" "Kimi to Ruminasu Meizu no Mori no Monogatari" (君とルミナスメイズの森の物語)                                               | 12 tháng 2 năm 2021  | 10 tháng 11 năm 2022      |
| Koharu và Ibui khám phá một cuốn sách có tựa đề "Câu chuyện của bạn và tôi ở Khu rừng mê cung Luminous" tại Phòng thí nghiệm Sakuragi, với bản vẽ của Ponyta ở hình thái Galar của họ. Sau khi quan tâm đến hai Pokémon, Chloe quyết định đến Glimwood Tangle cùng với Satoshi và Go. Sau khi bộ ba đến nơi, Satoshi và Go tách khỏi Koharu, cả hai chạy vào chỗ bà Poplar, trong khi Koharu kết bạn với Ponyta hình thái Galar, người cần hỗ trợ điều trị Ponyta hình thái Galar bị thương. |                | |                      |                           |
| 1143 | 56             | "Tứ thiên vương Gampi! Lâu đài hiệp sĩ!!" "Shiten'nō Ganpi! Kishidō no Yakata!!" (四天王ガンピ！騎士道の館！！)                                                                | 19 tháng 2 năm 2021  | 10 tháng 11 năm 2022      |
| 1144 | 57             | "Chân ái của tôi là Koduck" "Koi wa Kodakku" (恋はコダック) | 26 tháng 2 năm 2021  | 10 tháng 11 năm 2022      |
| 1145 | 58             | "Khủng hoảng! Quả cầu Gokulin/Cố lên, Kamukame, Cuộc đua rùa!" "Panikku! Gokurin-dama!!/Kamon Kamukame Kame Rēsu!" (パニック！ゴクリン球！！・カモンカムカメカメレース！)      | 5 tháng 3 năm 2021   | 10 tháng 11 năm 2022      |
| 1146 | 59             | "Sarunori đi lạc! Ai là nhà huấn luyện!?" "Maigo no Sarunori! Torēnā wa Dareda!?" (迷子のサルノリ！トレーナーは誰だ！？)                                                       | 12 tháng 3 năm 2021  | 10 tháng 11 năm 2022      |
| Khi Go tỉnh dậy sau một giấc mơ, cậu phát hiện ra một Sarunori đang ngủ trong vòng tay cậu. Cậu ấy cố gắng thu phục nó, chỉ để phát hiện ra rằng nó thuộc về người khác. Satoshi và Go quyết định đi tìm huấn luyện viên của nó, sau đó họ phát hiện ra rằng nó thuộc về Băng Hoả Tiễn. |                | |                      |                           |
| 1147 | 60             | "Hướng đến bậc thầy tỏi tây! Trung thành con đường hiệp sĩ!!" "Mezase Negi Masutā! Tsuranuke Kishidō!!" (めざせネギマスター！つらぬけ騎士道！！)                               | 19 tháng 3 năm 2021  | 10 tháng 11 năm 2022      |
| Trong khi nghỉ ngơi tại trung tâm Pokémon, thứ hạng Giải vô địch Pokémon Thế giới của Satoshi đã tăng lên 273. Satoshi và Go tình cờ gặp Rinto, người cũng đang tham gia Giải vô địch Pokémon Thế giới. Hóa ra trong lần chạm trán đầu tiên, Rinto đang ở bậc Normal, do đó tại sao Satoshi không nhận được thông báo. Tuy nhiên, vì Rinto đang ở trong bậc Super, nên cả hai kẻ thách thức có thể chính thức chiến đấu với nhau. Satoshi có một trận chiến với Rinto và Erureido của anh ta và giành chiến thắng, đánh bại anh ta với Neigigaknight mới tiến hóa của mình, và nâng thứ hạng của anh ta lên 184. |                | |                      |                           |
| 1148 | 61             | "Để chúng tôi lo cho thật tròn! Dịch vụ giúp việc Prasle & Minun!!" "Marutto Omakase! Purasuru Mainan Benriya-san!!" (まるっとおまかせ！プラスルマイナン便利屋さん！！)        | 9 tháng 4 năm 2021   | 10 tháng 11 năm 2022      |
| Sau khi sửa vòi nước tại Viện Sakuragi, Divi, một trong hai người thợ giỏi được biết đến với biệt danh "Người thợ sửa chữa nhà Plusle Minun", đi trên cầu thang và tự làm mình bị thương. Satoshi và Go đề nghị giúp đỡ một tay máy khác, Mulpli, bằng cách điền vào cho Divi bị thương. Công việc của họ bao gồm đánh bóng đàn Kentauros của một người giàu có, giải cứu Kentauros của một người huấn luyện khỏi bóng tối của Đường hầm Đá và sửa một đài phun nước bị rò rỉ. Sau đó, Nyarth và chiếc túi chứa Kentauros của người đàn ông giàu có rơi xuống một miệng cống nên Mulpli, Satoshi, Go và Kojiro lần lượt giải cứu Kentauros nhưng tời hết pin nên Plusle và Minun quyết định giúp đỡ. Tuy nhiên, sức mạnh của chúng không đủ nên Satoshi đã yêu cầu Pikachu sử dụng chiêu Điện 100 ngàn volt lên chúng, cung cấp năng lượng cho Discharge đủ để sạc lại pin, kích hoạt lại tời và kéo Mulpli, Nyarth và Kentauros cuối cùng đến nơi an toàn. Sau đó, Băng Hoả Tiễn bị nổ tung với một loạt các cú đá mạnh mẽ từ Kentauros. Tối hôm đó, Mulpli, Satoshi và Go đến thăm Divi tại bệnh viện, kể cho anh ấy nghe về một ngày trôi qua như thế nào. Divi rất vui khi biết về kỹ năng lãnh đạo của Mulpli và rất mong được làm việc với cô ấy một lần nữa. |                | |                      |                           |
| 1149 | 62             | "Phiền muộn của Jimeleon" "Jimejime Jimereon" (じめじめジメレオン) | 16 tháng 4 năm 2021  | 10 tháng 11 năm 2022      |
| Sau khi Messon của Go cứu Oddish gặp rắc rối, Messon của Go tiến hóa thành Jimeleon, nhưng nó bị thương vì nó không giống Inteleon. Sau khi thấy rằng nó không tiến hóa thành Interest, nó trốn trong một cái hang trong khi Go khuyến khích nó. |                | |                      |                           |
| 1150 | 63             | "Thử thách! Giải điền kinh trên biển Pokémon!!" "Chōsen! Pokemon Marin Asurechikku!!" (挑戦！ポケモンマリンアスレチック！！)                                                   | 23 tháng 4 năm 2021  | 10 tháng 11 năm 2022      |
| Satoshi, Go và Koharu đi đến vùng Hoenn, nơi tổ chức Cuộc thi điền kinh trên biển ở thành phố Minamo. Họ gặp Kairi, người có Mưa rào, và Ibui của Koharu nghĩ đến việc trở thành Người có mưa rào. Bộ ba tham gia vào cuộc thi, khi Koharu, Ibui và Jugon của Go bị mắc kẹt trong một hang động sau khi họ bị tấn công bởi một Huntail. Họ được cứu bởi Kairi và Showers của anh ấy. Sau đó, Kairi đưa cho Koharu một Viên đá nước để trao cho Ibui của cô ấy. Ibui quyết định không tiến hóa. |                | |                      |                           |
| 1151 | 64             | "Absol bị căm ghét" "Kirawareta Abusoru" (嫌われたアブソ) | 30 tháng 4 năm 2021  | 10 tháng 11 năm 2022      |
| Hoji, người đã kết bạn với Satoshi trong Cup Battle Frontier Flute, yêu cầu sự giúp đỡ của Satoshi và Go trong việc sửa chữa các suối nước nóng ở Thị trấn Fuen, nơi cư dân tin rằng một Absol đang gây ra vấn đề. Khi Satoshi và Go điều tra, họ phát hiện ra rằng nguyên nhân thực sự của vấn đề là do một tảng đá chắn nguồn suối nước nóng. Sau đó, Go bắt được Absol được cho là nghi phạm. |                | |                      |                           |
| 1152 | 65             | "Đại chiến rồng! Satoshi VS Iris!!" "Doragon Batoru! Satoshi Buiesu Airisu!!" (ドラゴンバトル！サトシVSアイリス！！)                                                           | 7 tháng 5 năm 2021   | 10 tháng 11 năm 2022      |
| Satoshi và Go quay trở lại Isshu. Khi họ đến thành phố Soryu, Go gặp Iris, và Satoshi phát hiện ra rằng cô ấy đã trở thành nhà vô địch Isshu. Satoshi chiến đấu với cô ấy để giành chiến thắng trong Series Đăng quang Thế giới của mình. Trong trận chiến, Satoshi gửi Kairyu của mình để chống lại Kairyu của Iris nhưng nhanh chóng mệt mỏi. Satoshi gửi Uonoragon của mình và đánh bại Kairyu của Iris, nhưng Ononokus của Iris (được tiết lộ là đã tiến hóa từ Kibago) đánh bại Uonoragon. Satoshi gửi Kairyu của mình trở lại. Cũng như có vẻ như Kairyu sẽ thua, Iris ủng hộ Kairyu của Satoshi. Sau đó Kairyu của Satoshi có được sự tự tin và học được Draco Meteor và đánh bại Ononokus của Iris. Chiến thắng của Satoshi nâng thứ hạng của anh ấy lên 99, thăng cấp anh ấy lên Hyper Class. |                | |                      |                           |
| 1153 | 66             | "Bông hoa trắng của Flabébé" "Furabebe no Shiroi Hana" (フラベベの白い) | 14 tháng 5 năm 2021  | 10 tháng 11 năm 2022      |
| Trong Công viên Sakuragi, các Flabebe của Go đều tiến hóa thành Floette, hoặc ít nhất anh ấy đã nghĩ cho đến khi nhận ra rằng Flabebe màu trắng của mình đang cố gắng bay cho đến khi cậu ấy nhận thấy một trong những cánh hoa của nó rơi ra. Go quyết định muốn tìm kiếm một bông hoa cho Flabebe trắng của mình, cả Satoshi và Go đi đến vùng Kalos để tìm kiếm một bông hoa. Khi ở Kalos, các chàng trai bắt đầu tìm kiếm một bông hoa nhưng không thành công. Sáng hôm sau, các chàng trai được cảnh báo về một cửa hàng hoa ở Kalos, vì vậy họ đến đó khi đang ở cửa hàng, người chủ giải thích về Florges của cô ấy và việc nó cũng bị mất hoa cũng như nơi cô ấy tìm thấy bông hoa. Satoshi và Go đi đến khu vực có thể tìm thấy bông hoa, không có dấu hiệu của một bông hoa, các chàng trai quay trở lại cho đến khi mặt trăng tỏa sáng và phát hiện ra những bông hoa được giấu vào ban ngày. Flabebe hái hoa của nó và từ từ tiến hóa thành Floette, nó học được Grassy Terrain và phát tán nhiều hoa hơn của nó, Go nhận ra rằng Floette muốn ở lại và bảo vệ những bông hoa của nó, vì vậy cậu ấy thả Floette của mình ra. |                | |                      |                           |
| 1154 | 67             | "Nghi phạm Pikachu?!" "Yōgisha Pikachū!?" (容疑者ピカチュウ！？) | 21 tháng 5 năm 2021  | 10 tháng 11 năm 2022      |
| Một ngày nọ, Junsa và Thám tử Decker đến thăm Phòng thí nghiệm Sakuragi. Họ giải thích rằng họ đến để kiểm tra Pokémon loại Điện ở đó như một phần của cuộc truy tìm thủ phạm của một loạt các vụ trộm điện đã diễn ra ở Thành phố Kuchiba. Và sau khi nghi ngờ một số Pokémon loại Điện ở đó, bao gồm cả Wanpachi, cuối cùng họ đã bắt Pikachu vì phạm tội. |                | |                      |                           |
| 1155 | 68             | "Đối thủ của Go? Đường dẫn đến Mew!!" "Gō ni Raibaru!? Myū e no Michi!!" (ゴウにライバル！？ミュウへの道！！)                                                                  | 28 tháng 5 năm 2021  | 10 tháng 11 năm 2022      |
| Satoshi và trở về Thị trấn Masara. Go gặp Giáo sư Okido, trong khi Satoshi chào hỏi Pokémon cũ mà anh đã sử dụng ở các vùng trước đây. Giáo sư Okido sau đó nói với Go và Satoshi về Dự án Mew, một dự án tìm kiếm Pokémon thần thoại, Mew. Satoshi sau đó nhận ra rằng Goukazaru đã biến mất. Giáo sư Oak sau đó nói với Satoshi rằng Goukazaru đã chiến đấu với Lizardon, Magmarashi, Chaoboo và Fiarrow. Satoshi và Go đi tìm Goukazaru. Sau đó họ bị tấn công bởi một con Onix hoang dã, nhưng Kamex của Shigeru đã cứu họ. Satoshi chào Shigeru trong khi Go gặp anh ấy lần đầu tiên. Sau đó, họ đi đến một ngọn núi, nơi Goukazaru nhìn thấy họ và ôm Satoshi. Fire sau đó xuất hiện. Goukazaru sử dụng đơn phóng hỏa vào Fire, Fire đã né được. Goukazaru sau đó cố gắng Mach Punch Moltres, nhưng Fire né được, và Goukazaru mệt mỏi. Shigeru gửi Kamex ra và Blastoise sử dụng Hydro Pump, nhưng Moltres đã né được. Moltres sau đó sử dụng Burn up. Shigeru's Blastoise cố gắng chịu được đòn đánh, nhưng bị đánh bại sau khi Fire sử dụng Air Slash trên Shigeru's Blastoise. Shigeru sau đó gửi Electivire và Electivire của mình và Pikachu sử dụng một cuộc tấn công điện vào Fire. Fire sau đó bay đi và làm rơi một chiếc lông vũ của nó mà Shigeru thu thập được. Sau đó, một Armorga lấy lông của Shigeru và bay đi. Họ trở lại phòng thí nghiệm của Giáo sư Oak, nơi họ gặp một cô gái tên là Asahi, Shigeru nói lời tạm biệt với Satoshi, trong khi Go quyết định tham gia Dự án Mew. |                | |                      |                           |
| 1156 | 69             | "Tớ muốn xem việc vặt đầu tiên của chúng!" "Hajimete no Otsukai Mimamoritai!" (はじめてのおつかい見守りたいっ！)                                                               | 4 tháng 6 năm 2021   | 10 tháng 11 năm 2022      |
| Satoshi, Go và Koharu đang đến thăm Trung tâm Pokémon, nơi Sarunori và Eievui nghịch ngợm liên tục giữ chân họ. Go và Koharu khẳng định Pokémon của họ là những đứa trẻ ngoan, và Satoshi quyết định giúp đỡ bằng cách đề nghị họ cho bộ đôi Pokémon chạy việc vặt. Liệu công việc lặt vặt đầu tiên của họ có suôn sẻ không? |                | |                      |                           |
| 1157 | 70             | "Làm ơn! Hãy thu phục Morpeko đi!!" "Onegai! Morupeko Getto Shite!!" (おねがい！モルペコゲットして！！)                                                                        | 11 tháng 6 năm 2021  | 10 tháng 11 năm 2022      |
| 1158 | 71             | "Tiến lên! Dự án Mew!!" "Rettsu Gō! Purojekuto Myū!!" (レッツゴー！プロジェクト・ミュウ！！)                                                                                   | 18 tháng 6 năm 2021  | 10 tháng 11 năm 2022      |
| 1159 | 72             | "Khủng hoảng xáo trộn tại mê cung dưới lòng đất!?" "Chika Meikyū Shaffuru Panikku!?" (地下迷宮シャッフルパニック！？)                                                          | 25 tháng 6 năm 2021  | 10 tháng 11 năm 2022      |
| 1160 | 73             | "Chỉ huy Pikachu! Tiến lên, Tairetsu!!" "Pikachū Taichō! Susume Tairētsu!!" (ピカチュウ隊長！進めタイレーツ！！)                                                               | 16 tháng 7 năm 2021  | 10 tháng 11 năm 2022      |
| 1161 | 74             | "Darkai - Giấc mộng đêm hè" "Dākurai - Manatsu no Yo no Yume" (ダークライ 真夏の夜の夢)                                                                                        | 23 tháng 7 năm 2021  | 10 tháng 11 năm 2022      |
| 1162 | 75             | "Cresselia - Ánh sáng đêm hè" "Kureseria - Manatsu no Yo no Hikari" (クレセリア 真夏の夜の光)                                                                                  | 30 tháng 7 năm 2021  | 10 tháng 11 năm 2022      |
| 1163 | 76             | "Toàn lực! Cuộc đua trên đảo hoang ở Alola!!" "Zenryoku! Arōra Mujintō Rēsu!!" (ゼンリョク！アローラ無人島レース！！)                                                          | 13 tháng 8 năm 2021  | 10 tháng 11 năm 2022      |
| 1164 | 77             | "Trận đấu Hyper siêu điện từ!" "Chō Denji Haipā Kurasu Batoru" (超電磁ハイパークラスバトル)                                                                                    | 20 tháng 8 năm 2021  | 10 tháng 11 năm 2022      |
| 1165 | 78             | "Viện nghiên cứu Sakuragi bị tấn công!" "Nerawareta Sakuragi Kenkyūjo!" (狙われたサクラギ研究所！)                                                                             | 27 tháng 8 năm 2021  | 10 tháng 11 năm 2022      |
| 1166 | 79             | "Mặt trời và mặt trăng, Koharu và Haruhi!" "Tsuki to Taiyō, Koharu to Haruhi" (月と太陽、コハルとハルヒ)                                                                       | 3 tháng 9 năm 2021   | 10 tháng 11 năm 2022      |
| 1167 | 80             | "Nhiệm vụ thử thách! Vảy hoàng kim của Ulgamoth!!" "Toraiaru Misshon! Urugamosu Ōgon no Rinpun!" (トライアルミッション！ウルガモス黄金の鱗粉！！)                              | 10 tháng 9 năm 2021  | 10 tháng 11 năm 2022      |
| 1168 | 81             | "Xung đột?! Tín đồ Poke xanh!" "Gekitotsu? Ao pokemania!" (激突!?青ポケマニア!)                                                                                                | 17 tháng 9 năm 2021  | 10 tháng 11 năm 2022      |
| 1169 | 82             | "Trận đấu ngọt ngào của Mawhip!?" "Mawhip no amai battle!?" (マホイップの甘〜いバトル!?)                                                                                       | 1 tháng 10 năm 2021  | 10 tháng 11 năm 2022      |
| 1170 | 83             | "Py hóa thành vì sao" "Ohoshi-sama ni natta Py" (お星さまになったピィ) | 8 tháng 10 năm 2021  | 10 tháng 11 năm 2022      |
| 1171 | 84             | "Đá Lucarionite! Hướng đến đảo Mega" "Lucarionite! Mega shima dai bōken!!" (ルカリオナイト！メガ島大冒険!!)                                                                    | 22 tháng 10 năm 2021 | 10 tháng 11 năm 2022      |
| 1172 | 85             | "Quyết đấu đối thủ! Satoshi VS Saitou!" "Ibaru taiketsu! Satoshi VS Saitou!" (イバル対決！サトシVSサイトウ!!)                                                                  | 29 tháng 10 năm 2021 | 10 tháng 11 năm 2022      |
| 1173 | 86             | "Tiến hóa VS Kyodaimax" "Mega shinka VS Kyodaimax" (メガシンカVSキョダイマックス)                                                                                              | 5 tháng 11 năm 2021  | 10 tháng 11 năm 2022      |
| 1174 | 87             | "Nữ hoàng băng giá và Glacia" "Kōri no joō to Glacia" (氷の女王とグレイシア)                                                                                                   | 12 tháng 11 năm 2021 | 10 tháng 11 năm 2022      |
| 1175 | 88             | "Nhiệm vụ thử thách! Đội tìm kiếm lặn dưới biển sâu!!" "Trial mission! Shinkai sensui chōsa-dan!!" (トライアルミッション！深海潜水調査団!!)                                    | 19 tháng 11 năm 2021 | 10 tháng 11 năm 2022      |
| 1176 | 89             | "Dialga & Palkia! Đại tai họa thời không!!" "Dialga & Palkia! Jikū dai ihen!!" (ディアルガ&パルキア！時空大異変!!)                                                             | 3 tháng 12 năm 2021  | 10 tháng 11 năm 2022      |
| 1177 | 90             | "Dialga & Palkia! Đại quyết chiến thời không!!" "Dialga & Palkia! Jikū daisakusen!" (ディアルガ&パルキア！時空大決戦!!)                                                        | 10 tháng 12 năm 2021 | 10 tháng 11 năm 2022      |
| 1178 | 91             | "Đoàn tàu ma chuẩn bị khởi hành..." "Ghost ressha, shuppatsuda yo…" (ゴースト列車、出発だよ…)                                                                                  | 17 tháng 12 năm 2021 | 4 tháng 11 năm 2024       |
| 1179 | 92             | "Gengar cố hết sức! Đường tới Kyodaimax!!" "Gengar ganbaru! Kyodaimax e no michi!" (ゲンガー頑張る！キョダイマックスへの道!!)                                                  | 24 tháng 12 năm 2021 | 4 tháng 11 năm 2024       |

### Năm 2022
| STT#       | STT#           | Tên tập phim | Ngày phát sóng gốc   | Ngày phát sóng tiếng Việt |
| Toàn Xê-ri | Trong phần này | Tên tập phim | Ngày phát sóng gốc   | Ngày phát sóng tiếng Việt |
| ---------- | -------------- | --- | -------------------- | ------------------------- |
| 1180       | 93             | "Tên cậu ấy là Francoise" "Kimi no nawa Francoise" (君の名はフランソワーズ) | 14 tháng 1 năm 2022  | 4 tháng 11 năm 2024       |
| 1181       | 94             | "Heracross mất mát, Kairos đang yêu" "Heracross Loss, Koisuru Kairos" (ヘラクロスロス、恋するカイロス)                                                                               | 21 tháng 1 năm 2022  | 4 tháng 11 năm 2024       |
| 1182       | 95             | "Sabara! Đội Hoả Tiễn lang thang" "Saraba! Sasurai no Rocket-dan" (サラバ！さすらいのロケット団!)                                                                                    | 28 tháng 1 năm 2022  | 4 tháng 11 năm 2024       |
| 1183       | 96             | "Chạm tới vũ trụ! Ánh sáng của Denryu" "Uchū ni todoke! Denryū no hikari! !" (宇宙にとどけ！デンリュウの光!!)                                                                        | 4 tháng 2 năm 2022   | 4 tháng 11 năm 2024       |
| 1184       | 97             | "Yadoking! Cuộc chạm trán cà ri!!" "Slowking! Curry naru sōgū!!" (ヤドキング！カレーなる遭遇!!)                                                                                      | 11 tháng 2 năm 2022  | 4 tháng 11 năm 2024       |
| 1185       | 98             | "Rạp xiếc Pokemon! Booster và Thunders!!" "Pokemon Circus! Booster to Sanders" (ポケモンサーカス！ブースターとサンダース)                                                            | 18 tháng 2 năm 2022  | 4 tháng 11 năm 2024       |
| 1186       | 99             | "Marie đến từ thị trấn Spike!" "Spiketown no Marie!" (スパイクタウンのマリィ!) | 25 tháng 2 năm 2022  | 4 tháng 11 năm 2024       |
| 1187       | 100            | "Gắn bó! Buổi tập luyện đặc biệt của Dande!!" "Mitchaku! Dande no Special Training!!" (密着！ダンデのスペシャルトレーニング!!)                                                       | 4 tháng 3 năm 2022   | 4 tháng 11 năm 2024       |
| 1188       | 101            | "Một cây gậy, bachinky!" "Stick ippon, bachinky!" (スティック一本、バチンキー!) | 11 tháng 3 năm 2022  | 4 tháng 11 năm 2024       |
| 1189       | 102            | "Nhiệm vụ thử nghiệm! Raid battle băng giá!!" "Trial mission! Hyōketsu no raid battle!!" (トライアルミッション！氷結のレイドバトル!!)                                                | 18 tháng 3 năm 2022  | 4 tháng 11 năm 2024       |
| 1190       | 103            | "Satoshi và Citron! Bài huấn luyện tình bạn!!" "Satoshi to Clemont! Yūjō dai tokkun!!" (サトシとシトロン！友情大特訓!!)                                                              | 1 tháng 4 năm 2022   | 4 tháng 11 năm 2024       |
| 1191       | 104            | "Hyper class! Với Tứ Thiên Vương Dracaena!!" "Hyper class! VS Shitenou Drasna" (ハイパークラス！VS四天王ドラセナ!!)                                                                  | 1 tháng 4 năm 2022   | 4 tháng 11 năm 2024       |
| 1192       | 105            | "Eievui và Nymphia! Hội ngộ và tái ngộ!" "Eievui to Sylveon! Deai to saikai!" (イーブイとニンフィア！出会いと再会!)                                                                  | 8 tháng 4 năm 2022   | 4 tháng 11 năm 2024       |
| 1193       | 106            | "Chương trình mới! Đài radio vương quốc bí mật của đội Hỏa Tiễn!!" "Shin bangumi! Rocket-dan naisho ōkoku radio!" (イーブイとニンフィア！出会いと再会!)                              | 15 tháng 4 năm 2022  | 4 tháng 11 năm 2024       |
| 1194       | 107            | "Cứu bọn em với! Anh trai Wanpachi!" "Tasukete! Wanpachi no aniki!" (助けて、ワンパチのアニキ!)                                                                                      | 22 tháng 4 năm 2022  | 4 tháng 11 năm 2024       |
| 1195       | 108            | "Lucario và Gekkouga! Ba đạo của vận mệnh!!" "Lucario to Gekkouga! Unmei no nami shirube!!" (ルカリオとゲッコウガ！運命の波導!!)                                                     | 29 tháng 4 năm 2022  | 4 tháng 11 năm 2024       |
| 1196       | 109            | "Đấu với Kibana! Trận đấu cho Top 8 Master!!" "VS Kibana! Masters Eight o kaketa tatakai!!"                                                                                          | 6 tháng 5 năm 2022   | 4 tháng 11 năm 2024       |
| 1197       | 110            | "Trận đấu hoàng gia của sự phản bội!" "Uragiri no battle royale!!" (裏切りのバトルロイヤル！)                                                                                        | 13 tháng 5 năm 2022  | 4 tháng 11 năm 2024       |
| 1198       | 111            | "Mohn và Lilie! tái ngộ trên đồng tuyết!" "Mohn to Lillie, setsugen no saikai" (モーンとリーリエ、雪原の再会)                                                                        | 20 tháng 5 năm 2022  | 4 tháng 11 năm 2024       |
| 1199       | 112            | "Người chiến thắng trở lại! Nhà vô địch Alola!" "A Triumphant Return! Gaisen! The Alola Champion!!" (凱旋！アローラチャンピオン！！)                                                 | 27 tháng 5 năm 2022  | 4 tháng 11 năm 2024       |
| 1200       | 113            | "Nhiệm vụ cuối cùng! Hãy thu phục Regieleki và Regidrago!!" "The Last mission! Get Regieleki and Regidrago!!" (ラストミッション！レジエレキ・レジドラゴをゲットせよ！！)             | 3 tháng 6 năm 2022   | 4 tháng 11 năm 2024       |
| 1201       | 114            | "Trận đấu luyện tập của lửa! Satoshi VS Shinji!!" "Training Battle of Flames! Satoshi VS Shinji!!" (炎の特訓バトル！サトシ対シンジ！！)                                              | 10 tháng 6 năm 2022  | 4 tháng 11 năm 2024       |
| 1202       | 115            | "Khai mạc! Giải đấu bậc thầy Pokemon!!" "Opening!! Masters Tournament!!" (開幕！マスターズトーナメント！！)                                                                          | 17 tháng 6 năm 2022  | 4 tháng 11 năm 2024       |
| 1203       | 116            | "Niềm kiêu hãnh của Nhà vô địch! Wataru VS Carnet!" "Champion no hokori! Wataru VS Carnet!!" (チャンピオンの誇り！ワタルVSカルネ！！)                                                | 8 tháng 7 năm 2022   | 4 tháng 11 năm 2024       |
| 1204       | 117            | "Đấu với Shirona! Con đường hướng tới bậc thầy hệ Rồng Iris!!" "VS Sirona! Iris, Dragon Master e no michi!!" (VSシロナ！アイリス、ドラゴンマスターへの道！！)                        | 15 tháng 7 năm 2022  | 4 tháng 11 năm 2024       |
| 1205       | 118            | "Satoshi xuất trận! Đấu với Daigo!!" "Satoshi shutsujin! VS Daigo!!" (サトシ出陣！VSダイゴ！！)                                                                                      | 22 tháng 7 năm 2022  | 4 tháng 11 năm 2024       |
| 1206       | 119            | "Koharu và Eievui! Kỳ tích của tiến hóa" "Koharu to Eevee Shinka no Kiseki" (コハルとイーブイ しんかのきせき)                                                                        | 29 tháng 7 năm 2022  |                           |
| 1207       | 120            | "Koharu và Eievui! Khả năng là vô hạn!" "Koharu to Eevee, Kanōsei wa Bugendai!" (コハルとイーブイ、可能性は無限大！)                                                                 | 5 tháng 8 năm 2022   | 4 tháng 11 năm 2024       |
| 1208       | 121            | "Khởi động cao trào! Masters Tournament của Satoshi!!" "Saikōchō (Climax) Shidō! Satoshi no Masters Tournament!!" (最高潮（クライマックス）始動！サトシのマスターズトーナメント！！) | 12 tháng 8 năm 2022  |                           |
| 1209       | 122            | "Bán kết 1 Chiến thắng áp đảo!" "Semifinal I「Asshō」" (セミファイナルⅠ「圧勝」) | 26 tháng 8 năm 2022  | 4 tháng 11 năm 2024       |
| 1210       | 123            | "Bán kết 2 Mê hoặc!" "Semifinal II「Genwaku」" (セミファイナルⅡ「幻惑」) | 2 tháng 9 năm 2022   | 4 tháng 11 năm 2024       |
| 1211       | 124            | "Bán kết 3 Dũng Cảm!" "Semifinal III「Buyū」" (セミファイナルⅢ「武勇」) | 9 tháng 9 năm 2022   | 4 tháng 11 năm 2024       |
| 1212       | 125            | "Vòng bán kết 4 Thắng Bại!" "Semifinal IV「Shōgeki」" (セミファイナルⅣ「衝撃」) | 16 tháng 9 năm 2022  | 4 tháng 11 năm 2024       |
| 1213       | 126            | "Tiến tới ước mơ! Con đường tới Mew của Go!" "Go For Dream! Go, Yume (Mew) e no mochi!" (GO FOR DREAM! ゴウ、夢（ミュウ）への道！！)                                                 | 23 tháng 9 năm 2022  |                           |
| 1214       | 127            | "Go và Aceburn! Nơi của sự khởi đầu!" "Go to Aceburn! Hajimari no Basho!!" (ゴウとエースバーン！はじまりの場所！！)                                                                  | 30 tháng 9 năm 2022  | 4 tháng 11 năm 2024       |
| 1215       | 128            | "Cao trào! Buổi tối trước trận quyết chiến Satoshi VS Dande!!" "Sai kōchō！Kessen zen'ya Satoshi VS Dande!!" (最高潮!決戦前夜サトシVSダンデ！！)                                     | 14 tháng 10 năm 2022 |                           |
| 1216       | 129            | "Chung kết I - Dòng nước dữ" "Final I「Gekiryū」" (ファイナルⅠ「激流」) | 21 tháng 10 năm 2022 | 4 tháng 11 năm 2024       |
| 1217       | 130            | "Chung kết II - Đùa giỡn" "Final II「Honrō」" (ファイナルⅡ「翻弄」) | 28 tháng 10 năm 2022 | 4 tháng 11 năm 2024       |
| 1218       | 131            | "Chung kết III - Mạnh nhất" "Final III「Saikyō」" (ファイナルⅢ「最強」) | 11 tháng 11 năm 2022 | 4 tháng 11 năm 2024       |
| 1219       | 132            | "Chung kết IV - Chiến hữu" "Final IV 「Aibō」" (ファイナルⅣ「相棒」) | 11 tháng 11 năm 2022 | 4 tháng 11 năm 2024       |
| 1220       | 133            | "Dự án Mew" "Purojekuto. Myū" (プロジェクト・ミュウ) | 25 tháng 11 năm 2022 | 4 tháng 11 năm 2024       |
| 1221       | 134            | "Tương lai ta nắm giữ!" "Tsukamitoru mirai" (つかみとる未来) | 2 tháng 12 năm 2022  | 4 tháng 11 năm 2024       |
| 1222       | 135            | "Pokémon! Rất vui khi được gặp các cậu!!" "Pokemon! Kimi ni aete yokatta!!" (ポケモン！きみにあえてよかった!!)                                                                       | 9 tháng 12 năm 2022  | 4 tháng 11 năm 2024       |
| 1223       | 136            | "Satoshi và Go! Bắt đầu chuyến hành trình mới!!" "Satoshi to Gō! Arata Naru o Tabidachi!!" (サトシとゴウ！ 新たなるを旅立ち！！)                                                     | 16 tháng 12 năm 2022 | 4 tháng 11 năm 2024       |

### Năm 2023 (Pokemon: Mezase Pokemon Master)
| STT#       | STT#           | Tên tập phim | Ngày phát sóng gốc   | Ngày phát sóng tiếng Việt |
| Toàn Xê-ri | Trong phần này | Tên tập phim | Ngày phát sóng gốc   | Ngày phát sóng tiếng Việt |
| ---------- | -------------- | --- | -------------------- | ------------------------- |
| 1224       | 137            | "Ngọn gió khởi đầu! Con đường vô tận!!" "Hajimari no ka ze! Mugen no michi!!" (はじまりのかぜ！むげんのみち！！)                   | 13 tháng 1 năm 2023  | 4 tháng 11 năm 2024       |
| 1225       | 138            | "Satoshi vs Kasumi! Quyết chiến trên bờ biển!!" "Satoshi VS Kasumi! Umibe no Ikkiuchi! !" (サトシVSカスミ！うみべのいっきうち！！) | 20 tháng 1 năm 2023  | 4 tháng 11 năm 2024       |
| 1226       | 139            | "Takeshi, Dento và ma nữ trong rừng!" "Takeshi to Dent to Mori no Majo!" (タケシとデントともりのまじょ！)                          | 27 tháng 1 năm 2023  | 4 tháng 11 năm 2024       |
| 1227       | 140            | "Tiếng thở dài của Tunbear!" "Tsunbear no Tameiki!" (ツンベアーのためいき！)                                                       | 3 tháng 2 năm 2023   | 4 tháng 11 năm 2024       |
| 1228       | 141            | "Bùng cháy lên! Đội cứu hoả Zenigame!!" "Moeyo! Zenigame Shōbō-dan!!" (もえよ！ゼニガメしょうぼうだん！！)                         | 10 tháng 2 năm 2023  | 4 tháng 11 năm 2024       |
| 1229       | 142            | "Và rồi, ta cùng ngắm nhìn một vầng trăng!" "Soshite, Onaji Tsuki o Miteiru!" (そして、おなじ月をみている！)                       | 17 tháng 2 năm 20234 | 4 tháng 11 năm 2024       |
| 1230       | 143            | "Cưỡi trên Laplace♪" "Laplace ni notte♪" (ラプラスにのって♪)                                                                       | 24 tháng 2 năm 2023  | 4 tháng 11 năm 2024       |
| 1231       | 144            | "Thứ mà Jupetta tìm kiếm!" "Jupetta no Sagashi Mono!" (ジュペッタのさがしもの！)                                                   | 3 tháng 3 năm 2023   | 4 tháng 11 năm 2024       |
| 1232       | 145            | "Băng Rocket phản công!" "Gyakushū no Rocket-dan!" (逆襲のロケット団！)                                                            | 10 tháng 3 năm 2023  | 4 tháng 11 năm 2024       |
| 1233       | 146            | "Satoshi và Latios!" "Satoshi to Latios!" (サトシとラティオス！)                                                                   | 17 tháng 3 năm 2023  | 4 tháng 11 năm 2024       |
| 1234       | 147            | "Cầu vồng và Bậc Thầy Pokémon!" "Niji to Pokemon Master!" (虹とポケモンマスター！)                                                 | 24 tháng 3 năm 2023  | 4 tháng 11 năm 2024       |